# Hien
Hien, polgári nevén Nguyễn Thanh Hiền (Budapest, 1994. március 6.) vietnámi származású magyar énekesnő és zeneszerző; a Megasztár negyedik szériájának 6. helyezettje.

## Élete
Hien már kisgyermek korában is nagy érdeklődést mutatott a zene iránt. 2000–2006 között a soproni Lackner Kristóf Általános Iskolában tanult, ahol a hagyományos tantárgyak mellett hegedű-, zongora- és énekórákon is részt vett. 2006–2009 között a soproni Széchenyi István Gimnázium tanulója volt. A zenei karrierje érdekében családjával Budapestre költöztek, ahol az ELTE Trefort Ágoston Gyakorlóiskolában folytatta középiskolai tanulmányait, ahol 2012-ben érettségizett. Egyelőre nem tanult tovább, hanem inkább a zenével foglalkozik.

## Zenei karrier
2008-ban jelentkezett a TV2 zenei tehetségkutató műsorába, a Megasztárba. Az előválogatókon minden alkalommal meggyőzte a szakmai zsűrit produkcióival így bejutott a 15-ös döntőbe, ahol már élőben énekelhetett a televízióban. Ezt követően több alkalommal továbbjutott a tematikus döntőkön, de végül az 5. döntőben kiesett és így a 6. helyen végzett.
A Megasztár döntőiben előadott produkciói:
- Top 15: If I Ain’t Got You (Alicia Keys)
- 1. döntő: Crazy in Love (Beyoncé)
- 2. döntő: Umbrella (Rihanna)
- 3. döntő: A fák is siratják (LGT)
- 4. döntő: Boldogság gyere haza (Cserháti Zsuzsa)
- 5. döntő: Su-su bolondság – duett Tóth Lüszivel (Izsmán Nelly)
- 5. döntő: Nobody Wants to Be Lonely – duett Gáspár Lacival (Ricky Martin és Christina Aguilera)

### A Megasztár után
A tehetségkutató után Hien leszerződött a Tom-Tom Recordshoz.
2009. július 22-én jelent meg Hien első videóklipje, melyet a Túl szép című dalához forgattak. A videóklip egy greenbox technikával készült image-klip, ami azt jelenti, hogy a klipnek nincs története, csak a látványra és a dalra koncentrálnak benne. A szám sikeres lett  Magyarországon, az első számú magyar zenecsatorna, a VIVA TV slágerlistáján, a VIVA Charton elérte a 3. helyet és több híres videómegosztó portálon milliós nézettséget ért el.
2009. november 10-én megjelent az első albuma Játék az egész címmel. Az albumon 12 dal, a Valami történt című dal zongoraverziója és a Túl szép című dal remix-verziója található, amelyek többségében, R&B, pop és dance stílusú dalok hallhatok. Az albumon egy duett is hallható, a Tudom jól című dal, amelyet Hien SP-vel énekel. Az album 2010. március 3-án felkerült a MAHASZ albumeladási listájának 23. helyére.
2010. március 11-én jelent meg Hien második videóklipje, amely az album címadó dalához, a Játék az egészhez készült. A klipben egy történet játszódik le. A klipben Hien egy bérgyilkosnőt alakít, aki teljesít egy megbízást, de a klip végére kiderül, hogy az egész csak egy videójáték volt.
2010. június 17-én tizedik alkalommal rendezték meg a minden eddiginél látványosabb VIVA Comet gálát, ahol Hien is fellépett. A legjobb videóklip kategóriában szakmai zsűri döntött, Bajkov Valentin és Nánási Pál alkotása, a Túl szép nyerte a VIVA díját ebben az évben.
2011 közepén legújabb dalát ő maga írta, Not livin’ in yesterday címmel. Mivel külföldön is sikeres szeretne lenni, ezért többnyire angolul énekel a 2. lemezén. Hien időközben fellépett külföldön is (Berlinben, Prágában és Münchenben) egy európai vietnámi szépségverseny keretében.
2013. március 6-án, azaz Hien 19. születésnapján jelent második nagylemeze. Az új album  a Sweet Talk elnevezést kapta. Az album angol nyelvű, az énekesnő a zeneszerzője.
2014 elején az énekesnő bekerült A Dal 2014 eurovíziós nemzeti dalválasztó show elődöntőjébe The Way I Do című dalával. 2014 tavaszán ösztöndíjjal nyert felvételt a világ legjobb könnyűzenei egyetemére, a Berklee College of Music-ra, valamint a Los Angelesben található Musicians Institute-be is.
2015 májusában kezdte meg tanulmányait a Berklee College of Music Electronic Production and Design, Professional Music szakain. Ezzel egy időben megnyerte A nagy duett című nagy sikerű vetélkedőműsort párjával, a rádiós műsorvezető Cooky-val.
2015. január 18-án debütált a Budapesti Operettszínház Miss Saigon című musicalében, a főszereplő Kimet alakítva.
2025-ben queernek vallotta magát.

## Diszkográfia

### Albumok
| Év   | Album                                                            | Legmagasabb helyezés | Minősítés |
| Év   | Album                                                            | MAHASZ Top 40        | Minősítés |
| ---- | ---------------------------------------------------------------- | -------------------- | --------- |
| 2009 | Játék az egész - 1. stúdióalbum - Megjelenés: 2009. november 13. | 23                   |           |
| 2013 | Sweet Talk - 2. stúdióalbum - Megjelenés: 2013. március 6.       |                      |           |

### Videóklipek
- 2009 - Túl szép
- 2010 - Játék az egész
- 2011 - Not Livin' in Yesterday
- 2012 - Who Matters
- 2013 - No More
- 2013 - Édes kis suttogás/Sweet Talk
- 2014 - The Way I Do
- 2015 - Shapes and Colors
- 2016 - Viszontlátásra
- 2016 - Lullaby

#### Slágerlistás dalok
| Év                  | Dal                     | Legmagasabb helyezés | Legmagasabb helyezés   | Legmagasabb helyezés | Legmagasabb helyezés | Legmagasabb helyezés | Legmagasabb helyezés         | Legmagasabb helyezés | Album          |
| Év                  | Dal                     | VIVA Chart           | Mahasz Editors’ Choice | Class 40             | Mahasz Rádiós Top 40 | Mahasz Dance Top 40  | MAHASZ Single (track) Top 10 | EURO 200             | Album          |
| ------------------- | ----------------------- | -------------------- | ---------------------- | -------------------- | -------------------- | -------------------- | ---------------------------- | -------------------- | -------------- |
| 2009                | Túl szép                | 3                    |                        |                      |                      |                      |                              |                      | Játék az egész |
| 2010                | Játék az egész          | 1                    |                        |                      |                      |                      |                              |                      | Játék az egész |
| 2011                | Not Livin' In Yesterday | 15                   |                        | 1                    | 19                   |                      |                              |                      | Sweet Talk     |
| 2013                | No More                 |                      | 11                     |                      | 14                   |                      |                              |                      | Sweet Talk     |
| 2013                | Édes kis suttogás       |                      | 24                     | 13                   | 19                   |                      |                              |                      |                |
|                     |                         | Összesítés           |                        |                      |                      |                      |                              |                      |                |
| 1. helyezett számok | 1. helyezett számok     | 1                    |                        | 1                    |                      |                      |                              |                      |                |
| Top 10-be bekerült  | Top 10-be bekerült      | 2                    |                        | 1                    |                      |                      |                              |                      |                |
| Top 40-be bekerült  | Top 40-be bekerült      | 3                    | 1                      | 2                    | 3                    |                      |                              |                      |                |

## Elismerések és díjak
- 2010 - VIVA Comet - Legjobb klip (Túl szép)
- 2014 - VIVA Comet - Legjobb női előadó

## Magánélet
2011 végétől az énekes Molnár Ferenc Caramel párja, 2012. szeptember 7-én jelentették be különválásukat.

## Televíziós szereplések
- Megasztár
- Hal a tortán
- Dalfutár
- Sztárban sztár
- Shopping királynők

## Külső hivatkozások
- Hien képek